# Stefanie Wegeler
Stefanie Wegeler (* 5. Februar 1974 in Frankfurt am Main) ist eine ehemalige deutsche Basketballspielerin.

## Laufbahn
Wegeler bestritt zwischen Mai 1996 und November 2000 73 A-Länderspiele für Deutschland. 1997 und 1999 nahm sie an der Europameisterschaft und 1998 an der Weltmeisterschaft teil. Bei der WM im eigenen Land wurde Wegeler in vier Spielen eingesetzt und kam auf einen Mittelwert von zwei Punkten pro Begegnung. Ihre höchste Ausbeute in einem Länderspiel war elf Punkte im EM-Spiel 1999 gegen Bosnien und Herzegowina.
Auf Vereinsebene spielte sie beim TV Langen und bei der DJK Aschaffenburg. Mit Aschaffenburg trat sie mehrfach in europäischen Vereinswettbewerben an, darunter in den Spieljahren 1996/97 und 1998/1999 in der Euroleague.